# Pimoa putou
Espèce
Pimoa putou est une espèce d'araignées aranéomorphes de la famille des Pimoidae.

## Distribution
Cette espèce est endémique du Sichuan en Chine,. Elle se rencontre dans le xian de Li.

## Description
La femelle holotype mesure 7,26 mm.

## Étymologie
Son nom d'espèce lui a été donné en référence au lieu de sa découverte, Putou.

## Publication originale
- Xu, Zhang, Yao, Ali & Li, 2021 : « Thirty-five new species of the spider genus Pimoa (Araneae,Pimoidae) from Pan-Himalaya. » ZooKeys, no 1029, p. 1-92 (texte intégral).